# Mielichhoferia splendida
Mielichhoferia splendida là một loài rêu trong họ Bryaceae. Loài này được Broth. mô tả khoa học đầu tiên năm 1913.